# 천안 광덕사 노사나불괘불탱
천안 광덕사 노사나불괘불탱(天安 廣德寺 盧舍那佛掛佛幀)은 대한민국 충청남도 천안시 동남구 광덕면, 광덕사에 있는 조선시대의 괘불이다. 1996년 2월 27일 충청남도의 문화재자료 제347호 광덕사괘불로 지정되었다가, 1997년 8월 8일 대한민국의 보물 제1261호 광덕사노사나불괘불탱로 승격되었다.

## 개요
괘불이란 절에서 큰 법회나 의식을 열 때 법당 앞에 걸어 놓고 예배를 드리는 대형 불화를 말하며, 광덕사의 이 괘불은 노사나불을 중심으로 그린 것이다.
전체적인 구도는 머리에 보관(寶冠)을 쓴 노사나불을 다른 형상보다 크게 그려 중앙에 배치하고 주위에 2대 보살·2대 제자·사천왕을 그려 넣은 모습이다. 본존은 타원형의 얼굴을 하고 있으며 둥근 머리광배에는 작은 부처 7구를 표현하였다. 가슴에는 만(卍)자가 새겨져 있고 양 손은 어깨 높이 정도로 올려 엄지와 중지를 맞대고 있는 손모양을 취하고 있다. 붉은색의 옷과 매듭, 옷깃의 둥근 모양 장식 등이 어우러져 화려함이 돋보인다. 주변의 인물은 좌우대칭으로 나타나 있는데 어깨 부분의 양쪽에는 2대 제자가 묘사되어 있고 그 아래쪽으로는 2대 보살이 있으며 둘레에는 사천왕상이 배치되어 있다.
붉은색과 녹색을 주로 사용하였으며 배경에는 군데군데 구름을 그려 넣어 밝고 선명한 채색과 더불어 화려함을 더해준다.

## 참고 자료
- 천안 광덕사 노사나불괘불탱 - 국가유산청 국가유산포털